# Justus Uder
Justus Honoré Uder (* 30. Juli 1912 in Hamburg-Harburg als Gustav Uder; † 24. Oktober 2001 in Aschau im Chiemgau, Oberbayern) war ein deutscher Künstler.

## Leben
Justus Honoré Uder wurde als Gustav Uder 1912 in der Stadt Harburg bei Hamburg geboren. Er war das einzige Kind aus der Ehe von Minna Auguste Uder und ihrem Mann. 1917 fiel sein leiblicher Vater im Ersten Weltkrieg und der Harburger Bürgermeister wurde sein Vormund. Sein auffallendes Zeichen- und Maltalent wurde früh erkannt und schon als 13-Jähriger bekam er die Möglichkeit, seine Werke im Harburger Rathaus auszustellen.
1929 erlaubte ihm seine Mutter – wohl auf gutes Zureden seines Vormundes – eine Ausbildung als Gebrauchsgraphiker im Atelier von Theodor Paul Etbauer. Während seiner Lehrjahre bis 1931 ersetzte er seinen Vornamen Gustav mit Justus und fügte den französischen Ehrentitel „Honoré“ hinzu, was man mit „der Geehrte“ übersetzen könnte. Aufgrund seiner überragenden Begabung bekam er 1931 ein Stipendium an der Hamburger Kunstgewerbeschule (eine Vorläuferin der heutigen Hochschule für bildende Künste) und wurde erst Schüler von Arthur Illies und nach dessen Ausscheiden bei  Bollmann (an der nun neu benannten Landeskunstschule).
Während der Zeit des Nationalsozialismus wurde ihm 1935 sein Stipendium wegen „antinationalsozialistischer Haltung“ aberkannt. Er übersiedelte in die Schweiz, wo ihn der Vater eines Freundes für ein Jahr in seinem Ferienhaus in Locarno unterbrachte. Hier war er auch häufiger Gast auf dem Monte Verità bei Ascona, einer Künstlerkolonie. Nachdem sich die Aufregung gelegt hatte, siedelte er 1936 nach Aschau in der Nähe des Chiemsees um und bewohnte dort das sogenannte „gelbe Haus“, ein weithin bekannter Treffpunkt für Künstler. Es gehörte den Töchtern Cramer-Kletts, einem wohlhabenden Industriellen, die auf einem Burgschloss ganz in der Nähe Aschaus residierten und immer eine offene Tür und vermutlich auch „Börse“ für die Künstler hatten. Hier traf er auch seine spätere Frau, Luise Pick, genannt „Tutti“, die in der Nähe mit ihrer Tochter wohnte.
Im Zweiten Weltkrieg war er von 1940 bis 1945 Soldat, zuerst in Frankreich und danach an der Ostfront, wo er als Zeichner für den Frontverlauf diente. Zum Ende des Krieges fand er sich in Ostpreußen wieder und hier gelang ihm Anfang 1945 die Flucht auf einem Torpedoboot nach Neustadt in Schleswig-Holstein.
Nach einem Aufenthalt in Freyersen bei seiner Schwester lebte er einige Monate in Harburg und wurde Mitbegründer der Hamburger „Gruppe 45“.
1946 kehrte er nach Aschau zurück und wurde Mitglied des Berufsverbandes bildender Künstler in München und Mitbegründer der Münchener „Neuen Gruppe“, zusammen mit Max Beckmann, Karl Schmidt-Rottluff und Erich Heckel. 1947 erfolgte der Austritt aus der „Neuen Gruppe“ und die endgültige Übersiedlung nach Hamburg.
Ab 1947 bis zu seinem Tode war er Mitglied des Berufsverbandes bildender Künstler in Hamburg. Ab 1957 war er als technischer Zeichner bei Blohm + Voss angestellt, da er vom Verkauf seiner Bilder nicht leben konnte.
Seit 1935 hat er immer wieder regelmäßig ausgestellt, und ab 1957 war er jahrelang im Rahmen des Berufsverbandes Bildender Künstler in Hamburg.
1968 gewann er eine Ausschreibung für die Gestaltung einer Wand der Grundschule Ritterstraße (heute Schule Hasselbrook)  in Hamburg-Eilbek. 1989 erhielt er den renommierten Preis der Lichtwark-Gesellschaft. 1990 folgte der Arnold Fiedler Preis. 1988 und 1991 erfolgten die einzigen nur seinen Werken gewidmeten Ausstellungen.
1995 zog er zusammen mit seiner Frau, die er 1968 geheiratet hatte, in ein Pflegeheim in Aschau. Dort starb er am 24. Oktober 2001 im Alter von 89 Jahren. Seine Frau überlebte ihn um ein Jahr und starb im selben Heim mit 106 Jahren.

## Werk
Uders Werk wird durch verschiedene Epochen bestimmt. Stark ausgeprägt ist die Zeit, in der er Akte sowie Portraits malte und zeichnete. Aufgrund der immerwährenden schlechten finanziellen Situation musste Uder mit Kohle oder Bleistift arbeiten. Oftmals handelt es sich bei seinen Blättern lediglich um Papierreste, Pappen oder Abfallprodukte, auf denen dann das Werk entstand. Es liegen diverse Blätter vor, die von Justus Uder beidseitig bemalt wurden, um Kosten zu sparen. Während seiner Auseinandersetzung mit dem Kubismus finden wir insbesondere in Blautönen gehaltene Akte, die an Arbeiten von Picasso erinnern, zumindest aber von dessen Technik geprägt sind (z. B. Weiblicher Akt, 1935).

„Zu seinen stärksten Arbeiten zählen die Selbstporträts. Hatte Uder keine Schüler oder Freunde, die sich ihm zur Verfügung stellen konnten – für Modelle fehlte ihm insbesondere bis 1945 das Geld – so fertigte er Portraits von sich oder Verwandten (Schwester und Ehefrau) an. Sein Können, mit einem karg gesetzten Strich Strukturen und Tiefe in seine Arbeit zu bringen, erinnert an die Technik der damaligen Zeit um Käthe Kollwitz. Besonders ausdrucksstark werden später seine farbigen Portraits, da Uder den Menschen, das Gesicht und seine Ausstrahlung durch verschiedene Farbsetzungen – ungewöhnlich für seine Zeit – widerspiegelt. Das letzte Selbstportrait entstand im November 1994. Seitdem ließ die Konzentrationsfähigkeit des Künstlers stark nach.“

Die Technik der Alten Meister finden wir insbesondere in seinen Stillleben, die in dunklen Farben und mit dickem Auftrag sehr plastisch anmuten (z. B. Stillleben mit Pfeife, 1935, Stillleben mit Totenkopf und Tonpfeife, 1970).
Uder künstlerischer Inhalt lag vor allem im „abstrakten Gegenständlichen“. Er hat sich zeitlebens bemüht, in neue Bereiche des Ausdrucks vorzudringen.

„Malerei kann durchaus begreifbar sein. Das Abstrakte heißt für mich nicht gegenstandslose Malerei; es bedeutet aber sehr wohl für mich den notwendigen Vorstoß in neue Bezirke des Ausdrucks.“

Zwar begann er Anfang der 70er Jahre mit Materialarbeiten (z. B. Industrie, 1972), beschränkte sich später aber auf Collagen ähnliches Verwenden von Pappen und Papier, von überklebten Leinwänden mit dick aufgetragenen Ölfarben. Die Auflösung des Gegenständlichen führte ihn zu den Werken Kulisse I und Kulisse II (1978); beide Arbeiten wurden preisgekrönt. Das Ölbild Phantom wurde 20 Jahre nach seinem Entstehen ausgezeichnet, eine männliche Person, die sich nur noch durch Schattierungen kenntlich macht (dazu das Schwesterbild Männer im gleichen Stil) oder Evolution, 1988, eine vollends informelle Arbeit, die ebenso ausgezeichnet wurde.
Uders Werk wurden mehrfach ausgezeichnet (z. B. Phantom, Evolution, Industrie I und Industrie II). Für die Sammlung der Bundesrepublik Deutschland, die der Länder (Ständige Konferenz der Kultusminister in Bonn) und für das Land Hamburg (Kunst am Bau, 1968, Gestaltung einer Wand der Grundschule Ritterstraße, heutige Grundschule Hasselbrook) wurden Ankäufe getätigt.
Mit einer Ausstellung im September 2019 auf der Kunsttreppe im Museum Waldheim wurde an den Maler erinnert, als die François Maher Presley Stiftung für Kunst und Kultur ihre Uder-Sammlung der Öffentlichkeit vorstellte.

## Ehrungen
- 1989: Preis der Lichtwarkgesellschaft in Hamburg
- 1990: Arnold Fiedler Preis

## Ausstellungen
- 1935: Ascona, Ausstellung von Aquarellen
- 1940: Berlin, Galerie Fritz Gurlitt in der Behrenstraße 29
- 1947: München, Städtische Galerie im Lenbachhaus zusammen mit anderen Mitgliedern der Gruppe 47
- 1947: Hamburg, Galerie „Junge Kunst“
- 1950: Essen, Grafikausstellung
- 1953: Bremen, Grafikausstellung
- 1956: Hamburg, Ausstellungen des Berufsverbandes Bildender Künstler in Hamburg
- 1956: Bonn, Aufnahme eines Aquarells in die Sammlung der Ständigen Vertretung der Kultusminister in Bonn
- 1959: Hamburg, Mosaik an der Grundschule Hasselbrookstraße
- 1958: Hamburg, Ausstellungen des Berufsverbandes Bildender Künstler in Hamburg
- 1959: Hamburg, Ausstellungen des Berufsverbandes Bildender Künstler in Hamburg
- 1960: Hamburg, Ausstellungen des Berufsverbandes Bildender Künstler in Hamburg
- 1963: Hamburg, Ausstellungen des Berufsverbandes Bildender Künstler in Hamburg
- 1964: Hamburg, Ausstellungen des Berufsverbandes Bildender Künstler in Hamburg
- 1965: Hamburg, Ausstellungen des Berufsverbandes Bildender Künstler in Hamburg
- 1978: Montevideo, Grafikausstellung
- 1988: Hamburg, erste nur seinen Bildern gewidmete Ausstellung bei Trautl Beermann
- 1989: Hamburg, Herbstsalon (Ausstellung BBK Hamburg) anlässlich des Preises der Lichtwarkgesellschaft
- 1991: Hamburg, Kunsthaus Hamburg, Ausstellung anlässlich des Arnold Fiedler Preises 1990
- 1996: Hamburg, Torhaus in Wellingsbüttel
- 2019: Waldheim (Sachsen), Stadt- und Museumshaus, Einzelausstellung